# Línea 1 (Urbanos de Móstoles)
La línea 1 de la red de autobuses urbanos de Móstoles une Las Cumbres con la estación de Móstoles.

## Características
La línea no mantiene los mismos horarios todo el año, desde el 16 de julio al 31 de agosto se reducen el número de expediciones los días laborables entre semana (sábados laborables, domingos y festivos tienen los mismos horarios todo el año), además de los días excepcionales vísperas de festivo y festivos de Navidad en los que los horarios también cambian y se reducen.
Está operada por Arriva Madrid mediante la concesión administrativa VCM-501 - Madrid – Batres (Viajeros Comunidad de Madrid) del Consorcio Regional de Transportes de Madrid.

## Horarios

### 1 septiembre - 15 julio
| Lunes a viernes laborables              |                               |                               |                               |                               |                               |                               |                               |                               |                               |                               |                               |                               |                               |                               |                               |                               |                               |                               |                               |                               |                               |                               |                               |                               |                               |                               |                               |                               |                               |                               |                               |                               |                               |                               |                               |
| Las Cumbres > Estación FF.CC.           | Las Cumbres > Estación FF.CC. | Las Cumbres > Estación FF.CC. | Las Cumbres > Estación FF.CC. | Las Cumbres > Estación FF.CC. | Las Cumbres > Estación FF.CC. | Las Cumbres > Estación FF.CC. | Las Cumbres > Estación FF.CC. | Las Cumbres > Estación FF.CC. | Las Cumbres > Estación FF.CC. | Las Cumbres > Estación FF.CC. | Las Cumbres > Estación FF.CC. | Las Cumbres > Estación FF.CC. | Las Cumbres > Estación FF.CC. | Las Cumbres > Estación FF.CC. | Las Cumbres > Estación FF.CC. | Las Cumbres > Estación FF.CC. | Las Cumbres > Estación FF.CC. | Estación FF.CC. > Las Cumbres | Estación FF.CC. > Las Cumbres | Estación FF.CC. > Las Cumbres | Estación FF.CC. > Las Cumbres | Estación FF.CC. > Las Cumbres | Estación FF.CC. > Las Cumbres | Estación FF.CC. > Las Cumbres | Estación FF.CC. > Las Cumbres | Estación FF.CC. > Las Cumbres | Estación FF.CC. > Las Cumbres | Estación FF.CC. > Las Cumbres | Estación FF.CC. > Las Cumbres | Estación FF.CC. > Las Cumbres | Estación FF.CC. > Las Cumbres | Estación FF.CC. > Las Cumbres | Estación FF.CC. > Las Cumbres | Estación FF.CC. > Las Cumbres | Estación FF.CC. > Las Cumbres |
| 05                                      | 06                            | 07                            | 08                            | 09                            | 10                            | 11                            | 12                            | 13                            | 14                            | 15                            | 16                            | 17                            | 18                            | 19                            | 20                            | 21                            | 22                            | 06                            | 07                            | 08                            | 09                            | 10                            | 11                            | 12                            | 13                            | 14                            | 15                            | 16                            | 17                            | 18                            | 19                            | 20                            | 21                            | 22                            | 23                            |
| 50                                      | 00 10 20 30 40 50             | 00 10 20 40                   | 00 20 40                      | 00 20 40                      | 00 20 40                      | 00 20 40                      | 00 20 40                      | 00 20 40                      | 00 20 40                      | 00 20 40                      | 00 20 40                      | 00 20 40                      | 00 20 40                      | 00 20 40                      | 00 20 40                      | 00 20 40                      | 00 30                         | 40                            | 00 20 40                      | 00 20 40                      | 00 20 40                      | 00 20 40                      | 00 20 40                      | 00 20 40                      | 00 20 40                      | 00 20 40                      | 00 20 40                      | 00 20 40                      | 00 20 40                      | 00 20 40                      | 00 20 40                      | 00 20 40                      | 00 20 40                      | 00 20 40                      | 10                            |
| Sábados laborables, domingos y festivos |                               |                               |                               |                               |                               |                               |                               |                               |                               |                               |                               |                               |                               |                               |                               |                               |                               |                               |                               |                               |                               |                               |                               |                               |                               |                               |                               |                               |                               |                               |                               |                               |                               |                               |                               |
| Las Cumbres > Estación FF.CC.           | Las Cumbres > Estación FF.CC. | Las Cumbres > Estación FF.CC. | Las Cumbres > Estación FF.CC. | Las Cumbres > Estación FF.CC. | Las Cumbres > Estación FF.CC. | Las Cumbres > Estación FF.CC. | Las Cumbres > Estación FF.CC. | Las Cumbres > Estación FF.CC. | Las Cumbres > Estación FF.CC. | Las Cumbres > Estación FF.CC. | Las Cumbres > Estación FF.CC. | Las Cumbres > Estación FF.CC. | Las Cumbres > Estación FF.CC. | Las Cumbres > Estación FF.CC. | Las Cumbres > Estación FF.CC. | Las Cumbres > Estación FF.CC. | Las Cumbres > Estación FF.CC. | Estación FF.CC. > Las Cumbres | Estación FF.CC. > Las Cumbres | Estación FF.CC. > Las Cumbres | Estación FF.CC. > Las Cumbres | Estación FF.CC. > Las Cumbres | Estación FF.CC. > Las Cumbres | Estación FF.CC. > Las Cumbres | Estación FF.CC. > Las Cumbres | Estación FF.CC. > Las Cumbres | Estación FF.CC. > Las Cumbres | Estación FF.CC. > Las Cumbres | Estación FF.CC. > Las Cumbres | Estación FF.CC. > Las Cumbres | Estación FF.CC. > Las Cumbres | Estación FF.CC. > Las Cumbres | Estación FF.CC. > Las Cumbres | Estación FF.CC. > Las Cumbres | Estación FF.CC. > Las Cumbres |
| 05                                      | 06                            | 07                            | 08                            | 09                            | 10                            | 11                            | 12                            | 13                            | 14                            | 15                            | 16                            | 17                            | 18                            | 19                            | 20                            | 21                            | 22                            | 06                            | 07                            | 08                            | 09                            | 10                            | 11                            | 12                            | 13                            | 14                            | 15                            | 16                            | 17                            | 18                            | 19                            | 20                            | 21                            | 22                            | 23                            |
|                                         |                               | 00 30                         | 00 30                         | 00 30                         | 00 30                         | 00 30                         | 00 30                         | 00 30                         | 00 30                         | 00 30                         | 00 30                         | 00 30                         | 00 30                         | 00 30                         | 00 30                         | 00 30                         | 00 30                         |                               | 45                            | 15 45                         | 15 45                         | 15 45                         | 15 45                         | 15 45                         | 15 45                         | 15 45                         | 15 45                         | 15 45                         | 15 45                         | 15 45                         | 15 45                         | 15 45                         | 15 45                         | 15 45                         | 15                            |

### 16 julio - 31 agosto
| Lunes a viernes laborables              |                               |                               |                               |                               |                               |                               |                               |                               |                               |                               |                               |                               |                               |                               |                               |                               |                               |                               |                               |                               |                               |                               |                               |                               |                               |                               |                               |                               |                               |                               |                               |                               |                               |                               |                               |
| Las Cumbres > Estación FF.CC.           | Las Cumbres > Estación FF.CC. | Las Cumbres > Estación FF.CC. | Las Cumbres > Estación FF.CC. | Las Cumbres > Estación FF.CC. | Las Cumbres > Estación FF.CC. | Las Cumbres > Estación FF.CC. | Las Cumbres > Estación FF.CC. | Las Cumbres > Estación FF.CC. | Las Cumbres > Estación FF.CC. | Las Cumbres > Estación FF.CC. | Las Cumbres > Estación FF.CC. | Las Cumbres > Estación FF.CC. | Las Cumbres > Estación FF.CC. | Las Cumbres > Estación FF.CC. | Las Cumbres > Estación FF.CC. | Las Cumbres > Estación FF.CC. | Las Cumbres > Estación FF.CC. | Estación FF.CC. > Las Cumbres | Estación FF.CC. > Las Cumbres | Estación FF.CC. > Las Cumbres | Estación FF.CC. > Las Cumbres | Estación FF.CC. > Las Cumbres | Estación FF.CC. > Las Cumbres | Estación FF.CC. > Las Cumbres | Estación FF.CC. > Las Cumbres | Estación FF.CC. > Las Cumbres | Estación FF.CC. > Las Cumbres | Estación FF.CC. > Las Cumbres | Estación FF.CC. > Las Cumbres | Estación FF.CC. > Las Cumbres | Estación FF.CC. > Las Cumbres | Estación FF.CC. > Las Cumbres | Estación FF.CC. > Las Cumbres | Estación FF.CC. > Las Cumbres | Estación FF.CC. > Las Cumbres |
| 05                                      | 06                            | 07                            | 08                            | 09                            | 10                            | 11                            | 12                            | 13                            | 14                            | 15                            | 16                            | 17                            | 18                            | 19                            | 20                            | 21                            | 22                            | 06                            | 07                            | 08                            | 09                            | 10                            | 11                            | 12                            | 13                            | 14                            | 15                            | 16                            | 17                            | 18                            | 19                            | 20                            | 21                            | 22                            | 23                            |
|                                         | 00 30                         | 00 30                         | 00 30                         | 00 30                         | 00 30                         | 00 30                         | 00 30                         | 00 30                         | 00 30                         | 00 30                         | 00 30                         | 00 30                         | 00 30                         | 00 30                         | 00 30                         | 00 30                         | 00 30                         | 45                            | 15 45                         | 15 45                         | 15 45                         | 15 45                         | 15 45                         | 15 45                         | 15 45                         | 15 45                         | 15 45                         | 15 45                         | 15 45                         | 15 45                         | 15 45                         | 15 45                         | 15 45                         | 15 45                         | 15                            |
| Sábados laborables, domingos y festivos |                               |                               |                               |                               |                               |                               |                               |                               |                               |                               |                               |                               |                               |                               |                               |                               |                               |                               |                               |                               |                               |                               |                               |                               |                               |                               |                               |                               |                               |                               |                               |                               |                               |                               |                               |
| Las Cumbres > Estación FF.CC.           | Las Cumbres > Estación FF.CC. | Las Cumbres > Estación FF.CC. | Las Cumbres > Estación FF.CC. | Las Cumbres > Estación FF.CC. | Las Cumbres > Estación FF.CC. | Las Cumbres > Estación FF.CC. | Las Cumbres > Estación FF.CC. | Las Cumbres > Estación FF.CC. | Las Cumbres > Estación FF.CC. | Las Cumbres > Estación FF.CC. | Las Cumbres > Estación FF.CC. | Las Cumbres > Estación FF.CC. | Las Cumbres > Estación FF.CC. | Las Cumbres > Estación FF.CC. | Las Cumbres > Estación FF.CC. | Las Cumbres > Estación FF.CC. | Las Cumbres > Estación FF.CC. | Estación FF.CC. > Las Cumbres | Estación FF.CC. > Las Cumbres | Estación FF.CC. > Las Cumbres | Estación FF.CC. > Las Cumbres | Estación FF.CC. > Las Cumbres | Estación FF.CC. > Las Cumbres | Estación FF.CC. > Las Cumbres | Estación FF.CC. > Las Cumbres | Estación FF.CC. > Las Cumbres | Estación FF.CC. > Las Cumbres | Estación FF.CC. > Las Cumbres | Estación FF.CC. > Las Cumbres | Estación FF.CC. > Las Cumbres | Estación FF.CC. > Las Cumbres | Estación FF.CC. > Las Cumbres | Estación FF.CC. > Las Cumbres | Estación FF.CC. > Las Cumbres | Estación FF.CC. > Las Cumbres |
| 05                                      | 06                            | 07                            | 08                            | 09                            | 10                            | 11                            | 12                            | 13                            | 14                            | 15                            | 16                            | 17                            | 18                            | 19                            | 20                            | 21                            | 22                            | 06                            | 07                            | 08                            | 09                            | 10                            | 11                            | 12                            | 13                            | 14                            | 15                            | 16                            | 17                            | 18                            | 19                            | 20                            | 21                            | 22                            | 23                            |
|                                         |                               | 00 30                         | 00 30                         | 00 30                         | 00 30                         | 00 30                         | 00 30                         | 00 30                         | 00 30                         | 00 30                         | 00 30                         | 00 30                         | 00 30                         | 00 30                         | 00 30                         | 00 30                         | 00 30                         |                               | 45                            | 15 45                         | 15 45                         | 15 45                         | 15 45                         | 15 45                         | 15 45                         | 15 45                         | 15 45                         | 15 45                         | 15 45                         | 15 45                         | 15 45                         | 15 45                         | 15 45                         | 15 45                         | 15                            |

## Recorrido y paradas

### Sentido Estación de Móstoles
| Código | Parada                             | Común con                            | Conexiones con Metro y Cercanías |
| ------ | ---------------------------------- | ------------------------------------ | -------------------------------- |
| 17874  | Río Segura - Av. Extremadura       |                                      |                                  |
| 17872  | Río Ebro - Río Odiel               | 524                                  |                                  |
| 08596  | Río Ebro - Hospital de Móstoles    |                                      | Hospital de Móstoles             |
| 09705  | Coronel de Palma - Alfonso XIII    | 3                                    |                                  |
| 08599  | Coronel de Palma - Centro de Salud | 3                                    |                                  |
| 08601  | Av. Dos de Mayo - Huesca           | 2 3 519 520 521                      |                                  |
| 08580  | Las Palmas - Pza. Arroyomolinos    |                                      |                                  |
| 09707  | Las Palmas - Desarrollo            | 523                                  |                                  |
| 08582  | Las Palmas - C.º Humanes           | 523                                  |                                  |
| 08586  | Montevideo - Chile                 |                                      |                                  |
| 08587  | Veracruz - Alfonso XII             | 4                                    |                                  |
| 08592  | Av. Carlos V - Veracruz            | 523                                  |                                  |
| 11491  | Av. Carlos V - Camino de Humanes   | 523                                  |                                  |
| 20507  | Av. ONU - Camino de Humanes        | 525                                  |                                  |
| 08612  | Av. ONU - Av. Estrella Polar       | 525                                  |                                  |
| 19894  | Av. ONU - Sao Paulo                | 525                                  |                                  |
| 08616  | Av. Carlos V - Liceo Villafontana  | 523                                  |                                  |
| 08563  | Av. Carlos V - Empecinado          | 523                                  |                                  |
| 11886  | Av. Carlos V - Instituto           | 523                                  |                                  |
| 08565  | Av. ONU - Estoril                  | 523                                  |                                  |
| 08554  | Av. ONU - Parque Levante           | 521 523                              |                                  |
| 08987  | Av. Portugal - Severo Ochoa        | 4 520 521 526 529 529A 529H 531 531A |                                  |
| 18148  | Echegaray - P.º de Goya            | 4                                    | Móstoles Central                 |

### Sentido Las Cumbres
| Código | Parada                               | Común con   | Conexiones con Metro y Cercanías |
| ------ | ------------------------------------ | ----------- | -------------------------------- |
| 08605  | Av. Portugal - Est. Móstoles Central | 4 526 527   | Móstoles Central                 |
| 08552  | Baleares - Badajoz                   | 4 520 521   |                                  |
| 08553  | Baleares - Ávila                     | 4           |                                  |
| 09712  | Baleares - Barcelona                 | 4 520 521   |                                  |
| 08567  | Barcelona - Centro de Salud          | 520 521     |                                  |
| 08566  | Av. ONU - Barcelona                  | 523         |                                  |
| 11887  | Av. Carlos V - Camino de Leganés     | 523         |                                  |
| 08564  | Av. Carlos V - Empecinado            | 523         |                                  |
| 08613  | Av. Carlos V - Liceo Villafontana    | 523         |                                  |
| 19893  | Av. ONU - Sao Paulo                  | 525         |                                  |
| 09711  | Av. ONU - Institutos                 | 525         |                                  |
| 20508  | Av. ONU - Camino de Humanes          | 525         |                                  |
| 11269  | Av. Carlos V - Camino de Humanes     | 523         |                                  |
| 08593  | Av. Carlos V - Colegio               | 523         |                                  |
| 08589  | Veracruz - Alfonso XII               | 4           |                                  |
| 08588  | Veracruz - Las Palmas                |             |                                  |
| 08581  | Las Palmas - C.º Humanes             | 523         |                                  |
| 09706  | Las Palmas - Desarrollo              |             |                                  |
| 08579  | Las Palmas - Pza. Arroyomolinos      |             |                                  |
| 08576  | P.º Arroyomolinos - Parque La Paz    | 2 3 520 521 |                                  |
| 08577  | P.º Arroyomolinos - Río Duero        | 520 521     |                                  |
| 08595  | Río Ebro - Hospital de Móstoles      |             | Hospital de Móstoles             |
| 17873  | Río Ebro - Río Odiel                 | 524         |                                  |
| 17874  | Río Segura - Av. Extremadura         |             |                                  |